# 赵法箴
赵法箴（1935年5月13日—2025年2月26日），山东莱州人，中国海水养殖专家。

## 生平
1958年毕业于山东大学。1995年当选为中国工程院院士。